# Celtic Football Club (Jersey City)
O Celtic Football Club, comumente chamado de Jersey City Celtics, foi um clube americano  de futebol com sede em Jersey City, New Jersey. O clube foi organizado no verão de 1921 para ser um membro inaugural da liga profissional American Soccer League. O clube desistiu após cinco jogos.

## História
Os proprietários do Celtics investiram mais de US $ 6.000 no estabelecimento de seu time, que jogou em um estádio de beisebol. Em julho de 1921, eles jogaram contra o Third Lanark em um jogo de preparação para a próxima temporada  Depois de perder seus primeiros cinco jogos, os proprietários retiraram o time da liga, e o time foi extinto no início de dezembro.